# Pseudhapalips
Pseudhapalips é um género de coleópteros da família Erotylidae.